# Route nationale 21 (Belgique)
Pour les articles homonymes, voir Route nationale 21.
La route nationale 21 est une route nationale de Belgique qui relie Bruxelles à Werchter (Rotselaar). Celle-ci est prolongée à Werchter (Rotselaar) par un de ses dédoublements, la route nationale 21b en direction d'Aarschot.

## Description du tracé

### Communes sur le parcours
- Région de Bruxelles-Capitale
  - Bruxelles-ville
  - Saint-Josse-ten-Noode
  - Schaerbeek
  - Evere
- Région flamande
  -  Province du Brabant flamand
    - Machelen
    - Steenokkerzeel
    - Kampenhout
    - Haacht
    - Rotselaar

## Statistiques de fréquentation
| BK   | Début                             | Fin                        | Trafic moyen journalier (6h–22h, en milliers), | Trafic moyen journalier (6h–22h, en milliers), | Trafic moyen journalier (6h–22h, en milliers), | Trafic moyen journalier (6h–22h, en milliers), | Trafic moyen journalier (6h–22h, en milliers), | Trafic moyen journalier (6h–22h, en milliers), | Trafic moyen journalier (6h–22h, en milliers), |
| BK   | Début                             | Fin                        | 1985                                           | 1990                                           | 1995                                           | 2000                                           | 2005                                           | 2010                                           | 2015                                           |
| ---- | --------------------------------- | -------------------------- | ---------------------------------------------- | ---------------------------------------------- | ---------------------------------------------- | ---------------------------------------------- | ---------------------------------------------- | ---------------------------------------------- | ---------------------------------------------- |
| 2,6  | Schaerbeek (Boulevard Lambermont) | Evere (Bordet)             | 8,7                                            | 9,2                                            | 10,2                                           | 10,5                                           | 10,8                                           | –                                              | –                                              |
| 5,4  | Evere (Bordet)                    | Bruxelles (Haren)          | 11,6                                           | 14,0                                           | 12,3                                           | 13,5                                           | 15,3                                           | –                                              | –                                              |
| 12,8 | Steenokkerzeel (Melsbroek) N21a   | Steenokkerzeel (Melsbroek) | 12,5                                           | 18,4                                           | 22,0                                           | 24,1                                           | 23,7                                           | 20,0                                           | –                                              |
| 13,0 | Steenokkerzeel (Melsbroek)        | Kampenhout                 | 9,9                                            | 14,1                                           | 14,1                                           | 18,2                                           | 18,2                                           | 12,0                                           | –                                              |
| 22,7 | Kampenhout                        | Haacht                     | 8,7                                            | 12,6                                           | 15,1                                           | 13,7                                           | 12,0                                           | 12,1                                           | –                                              |
| 27,8 | Haacht                            | Werchter                   | 6,0                                            | 7,5                                            | 8,5                                            | 10,9                                           | 10,9                                           | –                                              | –                                              |